# Ommatius insularis
Ommatius insularis är en tvåvingeart som beskrevs av Wulp 1872. Ommatius insularis ingår i släktet Ommatius och familjen rovflugor. Inga underarter finns listade i Catalogue of Life.